# Biserica „Toți Sfinții” din Pîrjota
Biserica „Toți Sfinții” este o biserică amplasată în Pîrjota, raionul Rîșcani, Republica Moldova. Este un monument arhitectural de importanță națională inclus în Registrul monumentelor Republicii Moldova ocrotite de stat cu nr. 2192 (raionul Rîșcani). Datează din 1865.